# Paolo Facchinelli
Paolo Facchinelli (ur. 26 sierpnia 1987 w Asola) – włoski pływak, specjalizujący się głównie w stylu motylkowym.
Złoty i srebrny medalista mistrzostw Europy na krótkim basenie w sztafecie 4 x 50 m stylem zmiennym. Dwukrotny medalista Uniwersjady.